# Impatiens tenerrima
Impatiens tenerrima är en balsaminväxtart som beskrevs av Yi Ling Chen. Impatiens tenerrima ingår i släktet balsaminer, och familjen balsaminväxter. Inga underarter finns listade i Catalogue of Life.